# Pamir (Fluss)
Der Pamir ist der rechte Quellfluss des Pandsch in Zentralasien.

## Flusslauf
Der Fluss entsteht im Pamirgebirge in der autonomen Provinz Berg-Badachschan im äußerten Osten von Tadschikistan. Er entfließt dem in 4130 m Höhe liegenden Zorkulsee bzw. entsteht aus dessen Quellbächen und fließt anschließend auf der Grenze zu Afghanistan in Richtung Westen. An der Nahtstelle der hoch aufragenden Gebirge Pamir und Hindukusch vereinigt er sich südöstlich des 6726 m hohen Pik Karl Marx bei der Ortschaft Langar in 2799 m Höhe mit dem Wachandarja (auch Wachan oder Wak genannt) zum Pandsch.